# Contingente
Se llama contingente al cupo de soldados que da cada pueblo para las quintas. 

## Historia
En todos los países de la antigüedad bien organizados, todas las ciudades y provincias mandaban sus respectivos contingentes para formar el ejército. En la Edad Media los condes enviaban al punto de reunión el contingente parcial de las ciudades y los duques mandaban la gente de armas de su provincia. 
Establecidos en España los señoríos, los señores de vasallos, las behetrías y los abadengos presentaban señalado sus contingentes, que entonces se llamaban mesnadas. Las órdenes militares también mandaban los suyos, que solían ser los mejores. 